# Sándor Rozsnyói
Sándor Rozsnyói (né le 24 novembre 1930 à Zalaegerszeg, et mort le 2 septembre 2014 à Sydney) est un athlète hongrois spécialiste du 3 000 mètres steeple.

## Carrière
Licencié au Budapesti Haladás, il mesure 1,85 m pour 71 kg. Il est l'ancien détenteur du record du monde du 3 000 mètres steeple avec 8 min 49 s 6 réalisés aux championnats d'Europe de Berne le 28 août 1954 et 8 min 35 s 6 réalisés quant à eux à Budapest le 16 septembre 1956.

### Palmarès
| Date | Compétition           | Lieu      | Résultat | Performance  |
| ---- | --------------------- | --------- | -------- | ------------ |
| 1954 | Championnats d'Europe | Berne     | 1er      | 8 min 49 s 6 |
| 1956 | Jeux olympiques d'été | Melbourne | 2e       | 8 min 43 s 6 |

### Records
| Épreuve              | Performance  | Lieu     | Date              |
| -------------------- | ------------ | -------- | ----------------- |
| 3 000 mètres steeple | 8 min 35 s 6 | Budapest | 16 septembre 1956 |